# Virginia Bradford
Virginia Bradford (7 de noviembre de 1899 – 30 de octubre de 1995) fue una actriz estadounidense.

## Biografía
Bradford nació como Ada Virginia Estes en Memphis, Tennessee. Bradford trabajaba como reportera cuando empezó a trabajar como actriz a finales de la década de 1920. Entre sus películas incluyen The Country Doctor (1927) y Stage Madness (1927).
Bradford se casó cuatro veces y tuvo dos hijos. Uno de sus esposos fue Cedric Belfrage, quién era un escritor y crítico británico.

## Filmografía
- Atta Boy (1926)
- A Six Shootin' Romance (1926)
- The Country Doctor (1927)
- The Wreck of the Hesperus (1927)
- Chicago (1927)
- Stage Madness (1927)
- Marked Money (1928)
- Craig's Wife (1928)
- The Private Life of Don Juan (1934)